# 石项站
石項站（：／ Seokhang yeok */?）是太白線沿線的一座鐵路車站，位於韓國江原道寧越郡中東面石項里。

## 历史
- 1957年3月10日 - 落成使用[1]。

## 相鄰車站
韓國鐵道公社
太白線
莲下信号场－石項－禮美